# Vệ Thành hầu
Vệ Thành hầu (chữ Hán: 衞成侯; trị vì:371 TCN- 342 TCN), tên thật là Cơ Sắc (姬遫), theo thế bản là Cơ Bất Thệ (姬不逝), là vị vua thứ 39 của nước Vệ – chư hầu nhà Chu trong lịch sử Trung Quốc.
Ông là con trai của Vệ Thanh công, vị vua thứ 38 nước Vệ. Năm 372 TCN, Vệ Thanh công mất, Cơ Sắc lên ngôi, tức Vệ Thành hầu.
Năm 355 TCN, thế lực nước Vệ ngày càng suy, Vệ Thành hầu lại bị biếm từ tước công xuống hầu.
Năm 343 TCN, Vệ Thành hầu mất, không con nối dõi. Cháu 6 đời của Vệ Linh công là Tử Nam Kính được lập lên nối ngôi, tức Vệ Bình hầu.